# ATV-anfibio

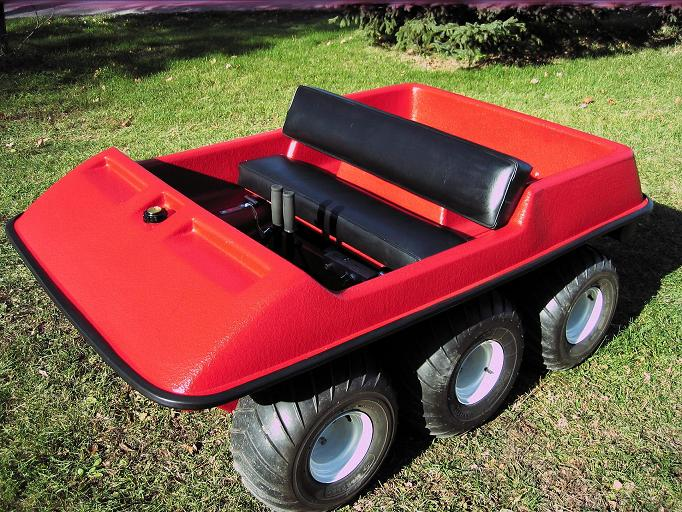
ATV 6x6 anfibio marca Amphicat.

Las expresiones “vehículo AATV” (Amphibious All-Terrain Vehículo) o “ATV anfibio” (Vehículo todoterreno anfibio) acostumbran a designar un tipo de vehículo anfibio  pequeño con 6x6 ruedas o 8x8 ruedas, equipadas con neumáticos de muy baja presión , sin suspensión ni dirección. La forma de efectuar los cambios de dirección es actuando sobre la potencia y/o la frenada que va a las ruedas, de forma similar a la de los vehículos que disponen de dos orugas (como los tanques).

## Descripción
Los vehículos AATV construidos en serie, pese a las numerosas variantes comercializadas desde su origen, comparten una series de características comunes :
- Disponen de 6 ruedas (o 8), todas motrices y equipadas con neumáticos de baja presión.
- Las ruedas se distribuyen 3 (o 4) a cada lado, una detrás de la otra y con los centros de rueda (o árboles de transmisión) alineados.
- No disponen de ningún otro sistema de suspensión que el que ofrecen los propios neumáticos.
- El cuerpo del vehículo está formado por dos mitades de material resistente (termoplástico ; resinas sintéticas armadas con fibra de vidrio o materiales compuestos similares). La parte inferior adopta una forma parecida a una bañera (con extensiones a la parte de arriba). La parte superior cubre la parte inferior y conforma la parte destinada a piloto y pasajeros; alojando los asientos y haciendo de guardabarros en las ruedas.
  - Las dos partes se pueden desmontar con facilidad . Con el vehículo en estado de marcha están unidas de forma estanca.
- Los seis árboles de transmisión atraviesan la “bañera” pasando por el medio de dispositivos estancos.

## Historia

### Antecedentes
El año 1953 se concedió una patente americana para un tractor con seis ruedas motrices. Se trataba de un vehículo pesado, complejo y (presumiblemente) caro de fabricar. Según los croquis de la patente parecía destinado a un uso industrial, como tractor con capacidades de marcha todo-terreno.

### El primer ATV
El año 1961 fue comercializado el primer vehículo ATV: el Jiger.
El canadiense John Gower-Rempel tenía la idea para un vehículo ligero y sencillo con seis ruedas motrices. Se asoció con el ingeniero suizo Frío Rohrer y juntos diseñaron el que fue, entonces, el primero ATV, ahora llamado AATV. El objetivo original, y origen del nombre JiGer, era fabricar un vehículo para ir por todas partes (“Go anywhere vehículo"). Además de las 6 ruedas motrices de baja presión, el concepto incluía la capacidad de llevar a dos personas por tierra y por agua, mediante un conjunto estanco y de gran flotabilidad (ayudado por el volumen de las 6 ruedas).
El primer prototipo estuvo listo el 1960. Lo movían dos motores de 2 tiempos de sierra mecánica. Un motor para cada lado. Dos palancas de control permitían dirigir el vehículo, jugando con la potencia transmitida a cada banda. La primera "carrocería" era artesanal, hecho en base de alambrada y masilla. Con el proyecto de construir el cuerpo de fibra de vidrio si el proyecto salía adelante.
Descartados los primeros neumáticos probados (Firestone Terra), se instalaron unas gomas de diseño propio (proyectadas para una presión de 2 psi, podían hincharse soplando !!) y el invento funcionó.
Pesaba menos de 200 libras y todo iba bastante bien.
Las primeras unidades vendidas se fabricaron bajo pedido. Fueran 29 unidades en total. La acogida de la crítica fue muy buena, tal como había que esperar de las capacidades de aquel ATV, y la presentación favorable en algunas revistas especializadas hizo disparar la demanda. (Ver video corto de demostración).
El año 1965 las unidades fabricadas eran 1.900.

### Amphicat
La compañía canadiense lo fabricó desde el 1968, como mínimo.

### Elboomde 1970
El año 1969 se fabricaron menos de 11.000 ATVs.

### Transmisión T-20
El año 1969 Borg Warner presentó la patente de un “mecanismo de transmisión” (“Transmission mechanism”) especialmente indicado para vehículos ATV. La solicitud fue aprobada en 1971 y sería usada por muchas fábricas en miles de unidades fabricadas.

#### Funcionamiento
La transmisión T-20 reb la potencia del motor (un único motor) en el árbol de entrada y tiene dos árboles de salida accionados por dos sistemas de engranajes planetarios. Las marchas posibles son: adelante, punto neutro y atrás.
El sistema incorpora 2 mecanismos de rozamiento internos (1 para cada árbol de salida) que sirven para seleccionar la marcha deseada y también para frenar.
El mando se efectúa a partir de dos palancas que permiten seleccionar la marcha deseada. Las mismas palancas sirven para frenar.

### Artés de Arcos

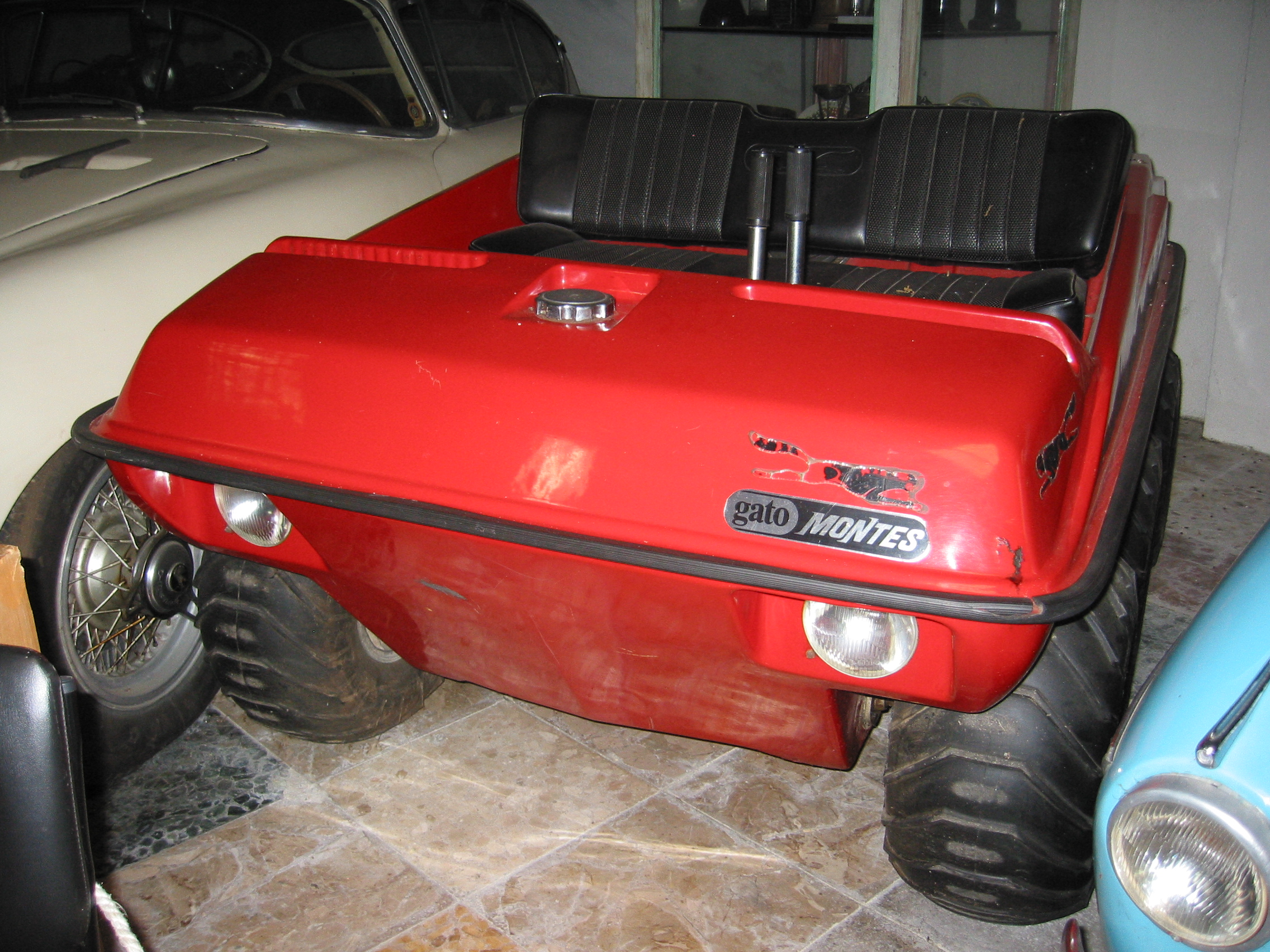
ATV 6x6 Artés Gato Montés. 1971.

El año 1971 se presentó en el Salón del Automóvil de Barcelona un ATV anfibio ligero de diseño y fabricación española. Se denominó "Gato Montés".

### Otras marcas
- 1969. Attex.[14]